# حلم سمر
حلم سمر (بالإنجليزية: Summer's Dream)‏ هي رواية مراهقة نشرت في عام 2012م من تأليف كاثي كاسيدي.
تدور قصة الشخص الأول حول فتاة تدعى سمر تانبيري، تحلم بالذهاب إلى مدرسة الباليه وهي على استعداد للتضحية بكل شيء، لجعل هذا الحلم حقيقة. وسرعان ما أصبحت فاقدة للشهية.

## الحبكة
سمر مهووسة بأن تصبح نجمة كبيرة في رقص الباليه بمهارة كانت هذه أمنيتها منذ وقت طويل واشغلها هذا الأمر ليلا ونهارا. سمر كما هو حال كثير من الفتيات هي تحاول ان تكون جميلة بالطريقة التي يمليها عليها الآخرون، وهذا يعني إذا لم تكن عند حسن ظنهم فهي ببساطة لا تعتبر جميلة. وقد أعربت أيضا عن اعتقادها بأن الأمر الأساسي لتحقيق هدفها كراقصة محترفة، لا بد أن يكون لديها "الجسم المثالي"، وإلا فإن أحلامها في أن تصبح راقصة مشهورة عالميا لن تتحقق أبدا. في حين أنها تحاول تحقيق هدفها ترى ما تبقى من حياتها يتهاوى ببساطة.

## الشخصيات الأساسية
- سمر تانبيري - راقصة موهوبة وترقص الباليه بشكل متواصل. بعد أن قامت صديقتها جودي بتجربة أداء في مدرسة الباليه الملكية ورفضّت لوزنها الزائد ، استنتجت سمر أن راقصي الباليه يجب أن يبقوا رشيقين ويكونوا فاقدين للشهية.

- ألفي أندرسون - معجب سمر السري وعدوها منذ وقت طويل. آلفي معجب بـ سمر لكنها لا تلاحظه لاحقاً أصبح حبيب سمر.
- شقيقة سمر الكبرى - هوني وسمر تربطهما علاقة معقدة، لكن هوني قلقة على صحة سمر.

- سكاي تانبيري - شقيقة سمر التوأم. علاقتهما القوية تتهاوى، سكاي هي أول من لاحظ اضطراب سمر.
- الآنسة إليز - معلمة الرقص لسمر. كان لديها علاقة جيدة مع سمر حتى قررت أن تحاول افشالها.

- جودي ووترز - أفضل صديق لسمر الذي يحاول مساعدتها على التغلب على اضطرابها.